# Andrew Weber
Andrew Weber (Austin, 9 agosto 1983) è un ex calciatore statunitense, di ruolo portiere.

## Carriera
Tra il 2008 e il 2014 ha disputato 4 partite nella fase a gironi della CONCACAF Champions League.

## Palmarès

### Club

#### Competizioni nazionali
- USL Premier Development League: 1

Cape Cod Crusaders: 2003